# Нахтіґаль (легіон)
«Нахтіґаль» (нім. Battalion Ukrainische Gruppe Nachtigall) — перший з іноземних легіонів Вермахту. Разом з «Роландом» був одним із двох легіонів (батальйонів), створених у Німеччині до початку радянсько-німецької війни. У легіоні були переважно українці.
Вояки легіону вважали, що німецька військова підготовка та досвід допоможуть їм у здобутті незалежності України[неякісне джерело]. Більшість учасників легіону після його розпаду в 1942 році стали провідними діячами в УПА.

## Історичне тло
Формування підрозділу спеціального призначення «Бранденбурґ-800» почалось ще до війни гітлерівської Німеччини проти сталінського Радянського Союзу. Спочатку був спеціальним батальйоном, який у 1940 році став полком спеціального призначення «Бранденбурґ-800», а потім у 1943 році — дивізією «Бранденбурґ». Це не було звичайне військо, а спеціальне об'єднання диверсантів, сформоване з осіб кондотьєрів ненімецьких національностей, із тих країн, проти яких гітлерівці готували агресію. Так, перший батальйон, дислокований у Бранденбурзі (іменем якого і названо весь полк та дивізію спеціального призначення), був сформований з представників народностей Східної Європи (в основному територій СРСР) і призначений для війни на «східному напрямку» (до нього і був приписаний батальйон «Нахтіґаль» для вишколу в Нойгаммері і наступу на Львів); другий батальйон дислокувався в Дюрені (Рейнська область) і складався з ельзасців, французів, бельгійців і голландців; третій батальйон був розквартирований у Бадені (поблизу Відня) і призначений для операцій на півдні, в країнах Південно-Східної Європи (до нього, якраз, і був приписаний спеціальний батальйон «Роланд»). При цьому роти, батальйони, а потім полки цього формування за кількістю значно, а то й у кілька разів, переважали звичайні нормативи комплектування.
М. Прокоп зауважує, що всі західноукраїнські націоналістичні партії та організації «чекали на війну», як на нагоду «для розгорнення боротьби за незалежність. А оскільки єдиною… силою, яка прагнула до зміни „статус кво“, і мала для цього засоби, сили, була Німеччина, то на неї розраховували всі українські політичні групи…»
Створення українських військових частин у складі вермахту було пов'язано з намаганням керівництва ОУН мати свої власні збройні формування. Керівництво Організації українських націоналістів надіялося, що ці підрозділи стануть ядром майбутньої української армії і гарантом створення незалежної суверенної Української держави. А німці мали власні цілі — використати українців як інформаторів і перекладачів, а також для виконання карально-поліцейських функцій.
На початку 1941 року ОУН(б) через Ріхарда Ярого встановила контакт з представниками ОКВ — адміралом Канарісом і генералом Браухічем. Українські націоналісти виставили такі умови:
- збройні загони українців в політичному відношенні підкоряються ОУН(б);
- присягу вони дають не Третьому рейху або особисто фюреру Адольфу Гітлеру, а Україні і ОУН;
- завдання цих частин — боротьба проти радянської влади і створення передумов для відновлення незалежної української держави;
- після створення Української Держави вони стануть основою української національної армії.

У березні 1941 року представники ОКВ погодилися з умовами ОУН, проте досягнута між сторонами домовленість мала тільки неформальний характер, тому що була укладена без відома вищого керівництва Третього Рейху. ОКВ дало згоду навчити близько 700 українців, що склали два батальйони (так звані «Дружини українських націоналістів»). Підготовку батальйонів здійснював абвер, який, проте, не приєднав ці підрозділи до інших військових частин вермахту і не присвоїв їм відповідні порядкові номери, прийняті у вермахті. При цьому представники ОКВ також попередили керівництво ОУН про ймовірність зміни німецької національної політики стосовно українців.
Степан Бандера писав: «На початку 1941 року відкрилась можливість зробити при німецькій армії вишкіл двох українських відділів, приблизно в силу куреня». Бандера зазначав, що «військово-вишкільну працю» виконували в ОУН-бандерівців Роман Шухевич, Д. Грицай-Перебийніс та О. Гасин-Лицар.

## Створення
Легіон був створений у Кракові у другій половині березня 1941 року зразу після II Великого збору ОУН (б). З числа добровольців відбір здійснював О. Луцький. Підготовка велись у трьох групах:
1. коло 150 осіб — у м. Бранденбург;
2. коло 100 осіб — у м. Криниця;
3. коло 100 осіб — у Карпатах.

Згодом усі три групи з травня до середини червня 1941 проходили військову підготовку в м. Нойгамер, після чого батальйон був передислокований до радянського кордону. Чудове виконання маршових пісень під керівництвом Євгена Білинського спричинило до назви німцями батальйону — «Нахтіґаль» («Соловей»). Після запеклих перемовин з німецькою стороною батальйон склав присягу на вірність Україні і Поводові ОУН. Формування іншого батальйону — «Роланд» проводив Ріхард (Ріко) Ярий неподалік Відня.
Під час навчання спеціальний батальйон Абверу «Нахтіґаль» («Соловей») підпорядкували першому батальйону полку спеціального призначення «Бранденбург-800», який був підпорядкований Абверу-2 (відділ Абверу, що займався здійсненням диверсій у стані противника). Політичним керівником батальйону (за документами — відповідальним за зв'язок з абвером) був обер-лейтенант Теодор Оберлендер (професор Кенігсберзького університету, спеціаліст з проблем СРСР), командиром батальйону з боку німців був обер-лейтенант Ганс-Альбрехт Герцнер, командиром батальйону з боку українців — капітан Роман Шухевич. Після закінчення навчання батальйон підпорядкували командуванню 52-го армійського корпусу, а 16.06.1941 перепідпорядкували командуванню 49-го армійського корпусу, якому було поставлене завдання підтримання порядку у Львові після зайняття.
«Нахтіґаль» і «Роланд» були не просто звичайними військовими формуваннями в складі Вермахту, а формуваннями Абверу спеціального призначення — для здійснення диверсійних акцій в стані противника. Для цієї мети вони і проходили військову підготовку в спеціальних школах для забезпечення виконання завдань. Є. Побігущий, керівник батальйону «Роланд», а потім 201-го шуцманшафт-батальйону, в своїх спогадах так і зазначає, що завданням загону було «вишукувати розробки совєтських частин і так забезпечувати запілля…».

## Напад на Радянський Союз

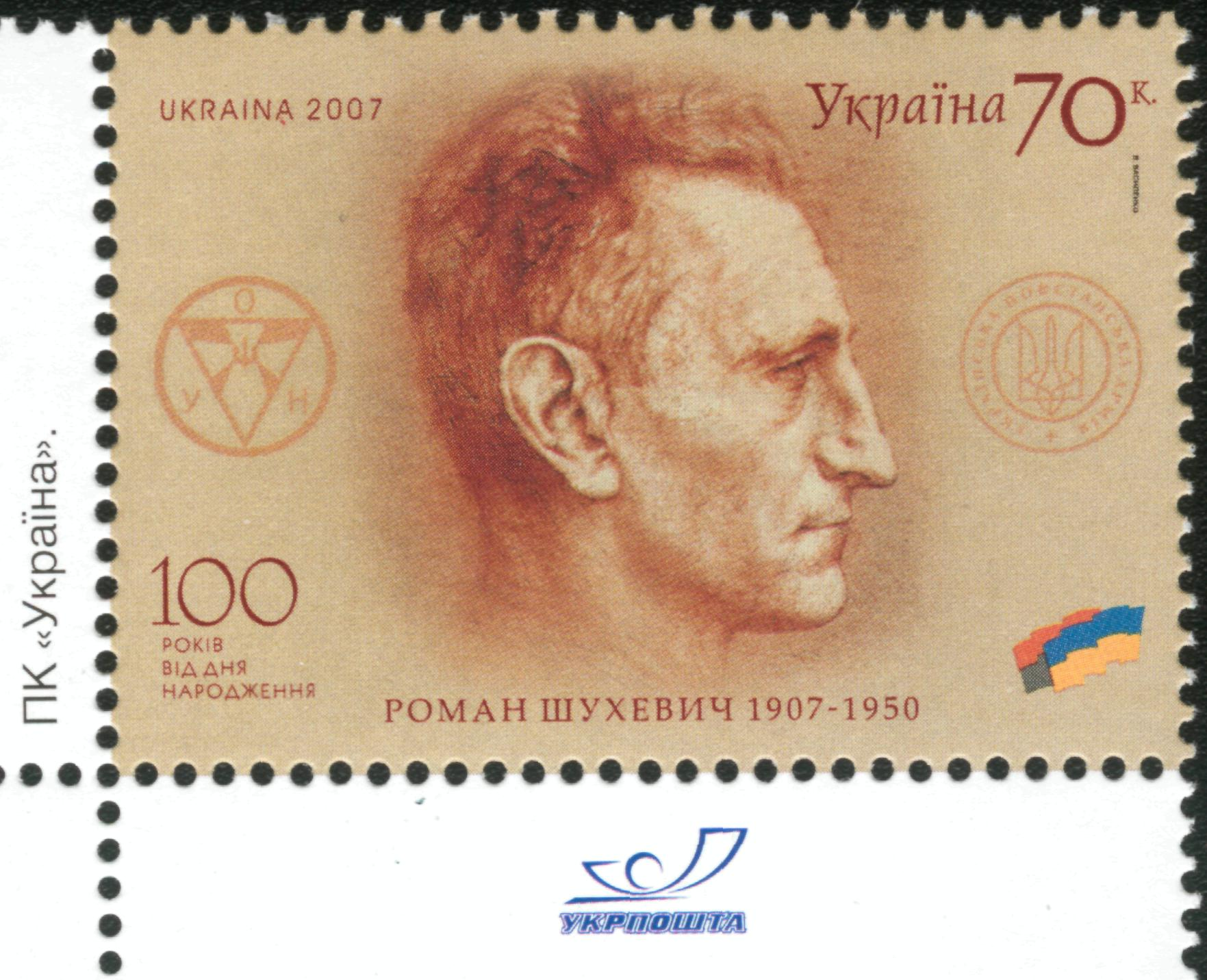
Марка, що зображує командира «Нахтіґаля» — Романа Шухевича з нагоди його 100-річчя

18.06.1941 легіон «Нахтіґаль» був переміщений у Ряшів, звідки маршем пересувався через Панталовичі на Радимно, прибув 21.06.1941. 22 червня 1941 року о 3:15 легіон перейшов кордон через річку Сян коло села Валява. Легіон участі в боях не брав, хоча потрапив під артилерійський обстріл біля Рясної-Польської.

### Львів
30 червня 1941 року о 04:30 1-й Бранденбурзький батальйон і 330 вояків батальйону «Нахтіґаль» увійшли до Львова. Дійшовши до Бригідської тюрми, вони побачили, що всі заарештовані, які були в тюрмі, уже вбиті співробітниками НКВС. Серед них і брат Романа Шухевича Юрій.
Батальйон захопив стратегічні пункти в центрі міста, в т.ч. радіостанцію, звідки було повідомлено про Акт відновлення Української державності. Такий розвиток подій не влаштовував командування, тому вже 1.07.1941 батальйон отримав наказ передати охорону порядку прибулій німецькій поліції.
Німці вимагали, щоб Акт був відкликаний. Коли Степан Бандера відмовився, то його заарештували. Два його брати Василь та Олександр теж були заарештовані і згинули в таборі Аушвіц.

### Вінниця
7 липня Легіон покинув Львів і взяв напрям на Тернопіль, Проскурів та на Вінницю. 
У Вінниці, дізнавшись про арешт Степана Бандери та уряду Ярослава Стецька, військовики вимагали їх звільнення.
Обидва спеціальні батальйони були відкликані з фронту 13 серпня і вивезені до Нойгамера.

### Білорусь
У Нойгамері легіони «Нахтіґаль» та «Роланд» були ліквідовані, відмовників від підписування річного контракту (15 осіб) відправили у трудові табори.
21 жовтня 1941 року з учасників обидвох легіонів у Франкфурті-на-Одері був сформований 201-й Шуцманшафт-батальйон. На той момент в батальйоні нараховувалося 650 солдатів і старшин; командував українським формуванням майор Є. Побігущий, заступник командира — Р. Шухевич.
Бійцям батальйону надали нову німецьку форму і 16 березня 1942 року їх вислали до Білорусі під командування генерала Й. Якоба. Батальйон був розділений на 12 частин і охороняв територію 2400 км².
1 грудня 1942 року термін дії контракту скінчився і учасники легіону відмовилися присягати Адольфові Гітлеру. Батальйон перевезли до Львова, де офіцерів заарештували. Роману Шухевичу вдалося втекти. Німецька команда вимагала, щоб учасники переїхали до Любліна для створення нового батальйону. Ніхто з батальйону до Любліна не поїхав. Більшість учасників пішли у загони УПА.

## Відомі старшини та вояки
- Брилевський Василь — майбутній командир загону ім. Хмельницького у ВО «Заграва» та начальник вишкільного відділу КВШ УПА-Захід.
- Василяшко Василь-«Перемога» — майбутній командир куреня «Галайда» і 12-го (Сокальського) Тактичного відтинку «Климів».
- Гудзоватий Петро — майбутній шеф штабу ВО «Тютюнник» та Східної ВО (з'єднані групи «44»).
- Ковальський Юліан — майбутній сотник УПА (посмертно). Перший начальник штабу УПА на Волині.
- Левицький Микола — майбутній шеф штабу Воєнної Округи УПА «Заграва», інспектор штабу УПА-Північ.
- Линда Остап — 1-й командир військової округи УПА ВО-2 «Буг».
- Олекса Луцький — організатор і командир Української Народної Самооборони та УПА-Захід.
- Мельник-«Хмара» Петро — майбутній командир куреня «Дзвони» і ТВ-21 «Гуцульщина».
- Москалюк Михайло-«Спартан» — один з останніх керівників Української Повстанської Армії, командир сотні УПА імені Михайла Колодзінського.
- Павлик Володимир — майбутній заступник командира і шеф штабу Воєнної округи УПА «Сян».
- Семак Матвій — майбутній організатор та перший командир сотні УПА «Рисі».
- Сидор-Шелест Василь — майбутній полковник УПА, командир оперативної групи УПА-Захід.
- Граф Ервайн фон Тун унд Гогенштайн — командир роти легіону.
- Федик Богдан-«Крук» — майбутній курінний Бережанського куреня, а згодом відділу «Лісовики», командир 18-го (Чортківського) ТВ «Стрипа».
- Харків Віктор-«Хмара» — майбутній командир ВО-1 «Башта».
- Шкітак Антін-«Омелян» — майбутній командир куреня УНС «Кривоніс II».
- Шухевич Роман-«Чупринка» — майбутній Головнокомандувач УПА.

## Висновки
Російський історик В. Чуєв звернув увагу на те, що, хоч легіон і був ліквідований, основна мета — військовий вишкіл та досвід 600 українців — була довершена. Ці досвідчені вояки стали ядром УПА.
С. Бандера писав: «Кінець ДУН таке: Роман Шухевич керував малою групою офіцерів, які не лише пройшли військовий вишкіл, але світло розуміли військову тактику. Найголовніше, вони мали уяву про значення організації, стратегії і тактики партизанської війни й методи, які німці вживали, коли воювали з партизанами. Це знання було дуже корисне у формації та дії УПА і в майбутніх конфліктах».
За час своєї короткої історії в батальйоні «Нахтіґаль» загинуло 39 вояків та були поранені 40.

## Вивчення діяльності
Міжнародний трибунал у Нюрнберзі під час засідання 15 лютого 1946 року, спираючись на рапорт радянської Надзвичайної комісії для розслідування німецьких злочинів у Львові і районі Львова (документ № СССР-6/1), встановив, що страти — справа рук спеціальних загонів ґестапо та СД (IMT, німецьке видання, том 7, с. 540-541). Жодних матеріалів про участь у військових злочинах батальйону «Нахтіґаль» на Нюрнберзькому процесі немає.
Перші дослідження відносно вбивств у Львові були зроблені в 1945 році, і того ж року опубліковані в Києві у спеціальному виданні «Про злочинства німців на території Львівської області. Повідомлення надзвичайної Державної Комісії по встановленню і розслідуванню злочинств німецько-фашистських загарбників». У згаданій брошурі організаторами та виконавцями злочинів названо:

| «Генерал-губернатор Польщі Франк, генерал-майор поліції Ляш, губернатор Галичини Вехтер, начальник поліції Кацман, гауштурмфюрер Ґебауер, гаупштурмфюрер СС Варцок, оберштурмфюрер СС Вільгауз, лейтенант СС Шейнбах, оберлейтенант СС Сіллер, штурмфюрер СС Райс, штурмфюрер Веске, оберштурмфюрери СС Рокіта, Урман, Шульц, оберлейтенант СС Векне, шарфюрер СС Колінко, шарфюрер СС Гейне, унтерштурмбанфюрер Гайніш, гауптштурбанфюрер СС Гжімік, шеф зондеркоманди №1005 Шерляк, гауптштурмбанфюрер Раух, шарфюрер СД Елітко, шарфюрер СД Прайс, керівник „бригади смерті“ Ейфель, шарфюрери СД Райс і Майєр, обервахместри СД Клік і Вольф, капітан Блют, майор Сідорен, майор Рох, обер фельдфебелі Міллер і Пер, комісари в справах євреїв Енґель, Зейс, Укварт, Леонард, шарфюрери СС Еріх, Хан, Блюм, Верет, Біттерман та ін.»[17]. |
Результати діяльності цієї комісії перевірялися й були підтверджені Міжнародним трибуналом у Нюрнберзі на засіданнях 15 лютого і 30 серпня 1946 р. Зокрема, головний обвинувач з радянського боку, генеральний прокурор Р. А. Руденко, виступаючи на процесі, заявив: 
| «Загони гестапівців ще до захоплення Львова мали складені за наказом німецького уряду списки найвидатніших представників інтелігенції, призначених до знищення. Одразу після захоплення міста Львова почалися масові арешти і розстріли». |
У цьому ж виступі зазначалося: 
| «Вбивства радянських громадян здійснювалися не випадковими бандитськими групами німецьких офіцерів і солдатів, а згідно із затвердженими планами німецькими військовими з'єднаннями, поліцією та СС»[18]. |
Інший радянський прокурор, Л. Смирнов звернув увагу на те, що німці вбивали людей за списками, підготовленими заздалегідь. Після закінчення Другої Світової війни батальйоном «Нахтіґаль» ніхто не цікавився крім українців, аж раптом у 1959 р. зайшла зміна.

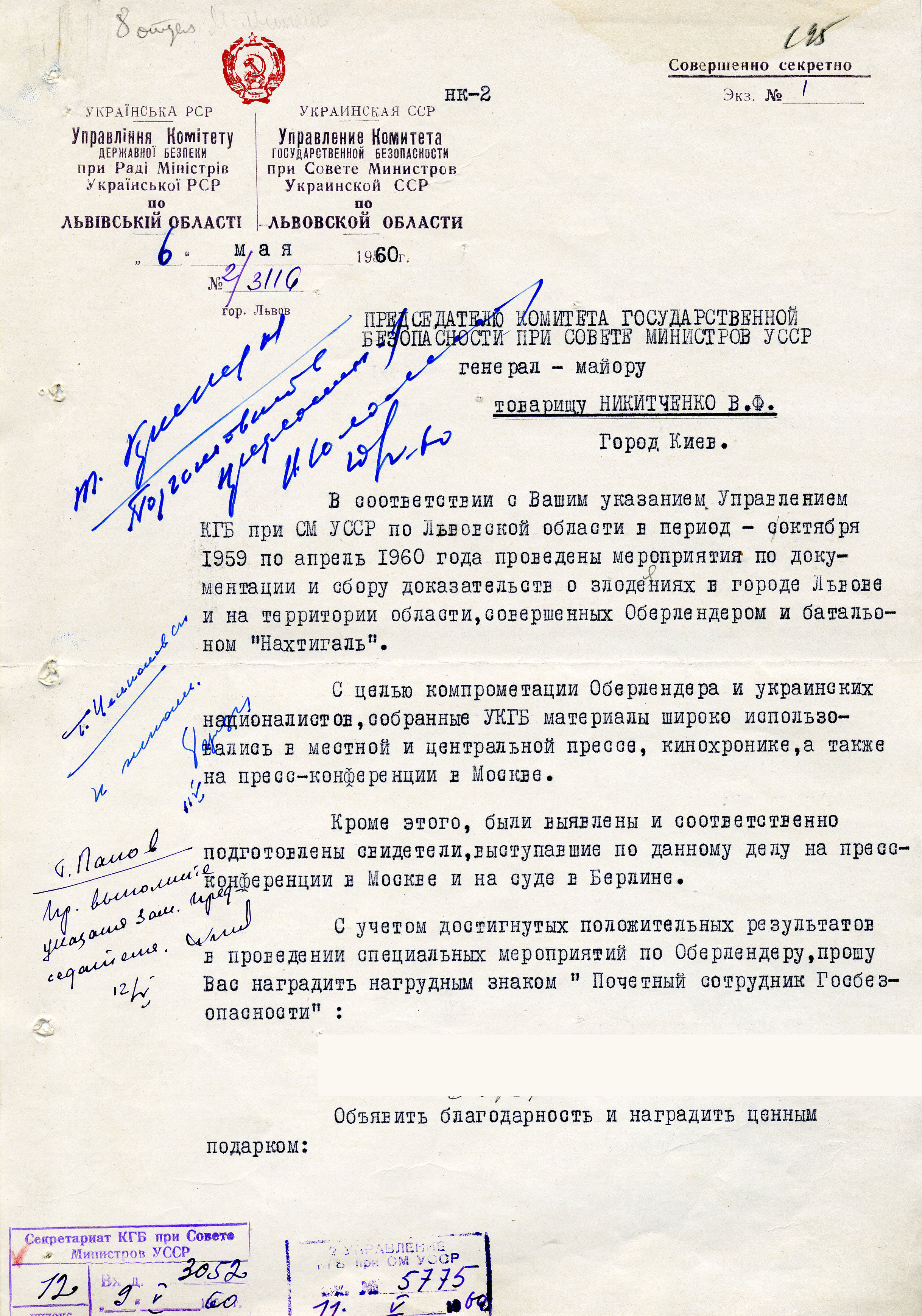
Документ КДБ про компрометацію Оберлендера і батальйону «Нахтіґаль»

Радянські звинувачення почалися 5 вересня 1959 р. зі статтею в газеті «Радянська Україна», де зазначалося, що бандерівська акція перших днів окупації Львова була широкомасштабна і доволі відчайдушна: від проголошення «Акту 30 червня» до кривавого побоїща по винищенню радянських активістів, представників польської інтелігенції та єврейського населення. Вони стверджували, що керував цією акцією Микола Лебедь — шеф служби безпеки ОУН, а дещо пізніше — провідник всієї ОУН у краї. Його підручними стали: його заступник по службі безпеки ОУН Євген Врецьона, та керівник крайової екзекутиви ОУН-б «Легенда» (Іван Климів), лейтенант гестапо Я. Мороз та керівники «Нахтіґалю» Т. Оберлендер, А. Герцнер і Роман Шухевич.
Східно-німецькі звинувачення почалися в 1959 році, коли професор Берлінського університету і політичний діяч НДР Альберт Норден на прес-конференції в Берліні 22 жовтня 1959 р. звинуватив боннського міністра Т. Оберлендера в тому, що з 1 по 6 липня 1941 р. абверівці із «Нахтіґалю», керованого Оберлендером, Герцнером та Шухевичем, спільно з брандербуржцями, фельджандармами і боївкарями крайової екзекутиви ОУН-б, знищили у Львові 3 тисячі осіб, в основному радянських активістів, євреїв і поляків, серед них понад 70 відомих вчених і діячів культури.
У Східній Німеччині була створена комісія, де виступали 19 свідків, з яких лише 3 коли-небудь були у Львові. З їх свідчень було видано книжку «Правда про Оберлендера» . Добре організована кампанія призвела до відставки Т. Оберлендера. Проте німецький трибунал не знайшов жодних підстав, щоб його звинуватити (Der Fall Oberländer, Tübingen-Neckar, 1962).
Західнонімецькі судді переглянули звинувачення, і 6 квітня 1960 р. в Людвіґзбурзі дійшли до висновку, що хоч учасники батальйону «Нахтіґаль» знали про вбивства 5000 українців у львівських тюрмах співробітниками НКВС, і що між ними були родичі солдатів батальйону, вони тримали сувору та зразкову дисципліну. 232 свідки виступали, і казали, що обвинувачення були неправдиві.
У 1966 році прокуратура Гамбургу на прохання уряду ПНР провела своє розслідування у справі вбивства польських громадян у Львові 3 — 4 липня 1941 р. Було встановлено, що злочин здійснили за наказом бригаденфюрера СС Шенгарта. Оберлендер і батальйон Нахтігаль були реабілітовані.
Звинувачення проти Оберлендера та легіону «Нахтіґаль» були створені КДБ як спроба компромату міністра Теодора Оберлендера. В той же час була пущена чутка, що і Оберлендер пов'язаний з убивством Степана Бандери в Мюнхені.
Єврейські звинувачення повторюють матеріали, створені в 1959 р. Центр імені Симона Візенталя вважає, що між 30 червня та 3 липня 1941 р. батальйон «Нахтіґаль» брав участь у каральних акціях проти євреїв міста Львова. Енциклопедія Голокосту пише, що понад 4000 євреїв було знищено в ці дні. Енциклопедія далі стверджує, що батальйон також брав участь у погромах проти євреїв у Золочеві та у Вінниці.
Польські публіцисти та історики в 50-70-ті роки звинуватили солдатів «Нахтіґалю» у каральних акціях перших днів окупації Львова, де були вбиті польські професори, колишній польський прем'єр міністр Казимир Бартель, Тадеуш Бой-Желенський та інші.
З доповіді Миколи Лебедя під назвою «З діяльности референтури зовнішніх зв'язків ОУН і Генерального Секретаріяту Закордонних справ УГВР», виголошеної 7 травня 1960 року в Нью-Йорку:

| «Цього року комуністична Москва повела широку клеветницьку акцію довкола куреня «Нахтігаль». «...» Я хочу ствердити наступне: Курінь не мав жодного відношення до будь-яких терористичних актів у Львові чи де-небудь інде в місцях його постою. «...» В основному курінь був призначений ОУН на те, щоб частина його членів мала змогу дістатися цим шляхом в Україну, взяти участь у війні і заманіфестувати українські цілі, а при тому посередньо з’ясувати фактичне становище гітлерівської Німеччини до визвольної боротьби українського народу. Члени куреня мали виразні вказівки, що їх участь в боротьбі в німецькій армії можлива виключно на теренах України і за відновлення української незалежности чи, як тоді означувалося, за Українську Самостійну Соборну Державу. Сьогодні можна тільки ствердити, що всі члени куреня з честю виконали ці завдання і велика більшість їх упали в боротьбі, як члени та командири УПА.[21]" |
Російські історики свідчать що: 
| «30-го червня німецька адміністрація почала масові репресії. Командир айнзацгрупи СС Доктор Рауш інкримінував смерть євреїв до НКВС, і це стало поштовхом до терору проти поляків та євреїв у Львові. У вбивствах євреїв брали участь айнзацгрупа під командування brigadeerfuhrer SS Karl Eberhard Schenhardt. Інші учасники під командування H. Kruger та W. Kutshman 4 липня вбили 23 польських професори та їх родини. 11 липня ще двоє були вбиті, між ними і колишній прем'єр міністр Польщі професор Бартель»[22]. |
Світова думка. Міжнародна комісія, котра провела самостійний огляд звинувачення, була створена в Гаазі в Нідерландах в 1959 р. Головами комісії були чотири анти-гітлерівські активісти: норвезький юрист Hans Cappelen, колишній міністр зовнішніх зв'язків Данії та президент данського парламенту Ole Bjørn Kraft, голландський соціаліст Karel van Staal, бельгійський професор права Flor Peeters, та швейцарський юрист та член парламенту Kurt Scoch. Після роботи з 232 українськими свідками в листопаді 1959 — березні 1960, комісія переконалася, що звинувачення проти легіону «Нахтіґаль» та проти Федерального міністра Оберлендера не мають підстав"
У 1975 р. Доктор де Заяс (отримав юридичну освіту в Гарварді, та докторат з історії в Ґеттінґені) знайшов 226 томів неоприлюднених документів про роботу Німецької військової прокуратури з 1939—1945 рр. Висновки відносно матеріалів були надруковані в праці «The Wehrmacht War Crimes Bureau, 1939—1945», яка була видана Університетом Невади в США (University of Nevada Press Maine, 2000). Це остаточно дало змогу відбити звинувачення щодо участі українців у вбивстві 5-6 тисяч євреїв у Львові в червні 1941 р..
Де Заяс пише: 
| «В ранні години 30 червня 1941 польсько-українське місто Львів було окуповане 1-ю гірською дивізією 49-го військового корпусу німецької армії. Мало було спротиву, бо радянські війська вже покинули регіон. Служба розвідки 49-го корпусу в першому рапорті того ж самого дня писала: „Згідно з інформацією майора Гайнца, командира батальйону полку 800, у львівських тюрмах було знайдено тисячі жорстоко вбитих людей. Першій та четвертій гірським дивізіям наказано знайти журналістів та фотографів, щоби описати ці жорстокості. Головний військовий суддя корпусу та офіцер зв'язку Міністерства закордонних справ при командуванні 17-ї армії були відряджені до Львова для проведення ретельного розслідування“» [19] |
Однією зі значних організацій, яка брала участь в дослідженні, було українське відділення Червоного Хреста. 7 липня 1941 р. воно у зверненні до німецької адміністрації міста писало: 
| «Понад 4000 трупів було знайдено у львівських тюрмах … важко описати умови, в яких було знайдено ці трупи … Ми стурбовані долею українців, які ув’язнені в інших концентраційних таборах Радянського Союзу. Український Червоний Хрест просить повідомити цивілізований світ по радіо про ці знущання. Особливо ми просимо швейцарське, шведське та нідерландське товариства Червоного Хреста взяти активну участь, щоб захистити життя, щоб врятувати тих, яких ще можна[19]». |
Українська сторона свідчить, що звинувачення в сторону легіону не були обґрунтовані, і що учасники легіону були зайняті проголошенням акту відновлення української державності.
У лютому 2008 р. представник архіву Служби безпеки України Олександр Іщук пред'явив документи, які свідчать, що ОУН не брала участі в каральних акціях проти населення Львова в липні 1941 р. Того ж самого місяця українське товариство «Меморіал» представило раніше засекречені документи відносно діяльність легіону «Нахтіґаль».

## Фільмографія
- «У темряві» — Німеччина, Канада, Польща. Події відбуваються 1941 року у Львівському ґетто й показують вигадані спроби поляків захищати євреїв попри реальну їхню першість у погромах. Українці ж показані як пособники нацистів, зокрема українці з батальйону Нахтіґаль, який насправді на той час вже покинув Львів.

## Відзнака ДУН

Нагрудний знак ДУН

У 1941 році у Німеччині для вояків обох батальйонів ДУН було виготовлено спеціальний нагрудний знак з тризубом у лавровому вінку та написом «ОУН — ДУН 1941».